# Dorfkirche Carmzow

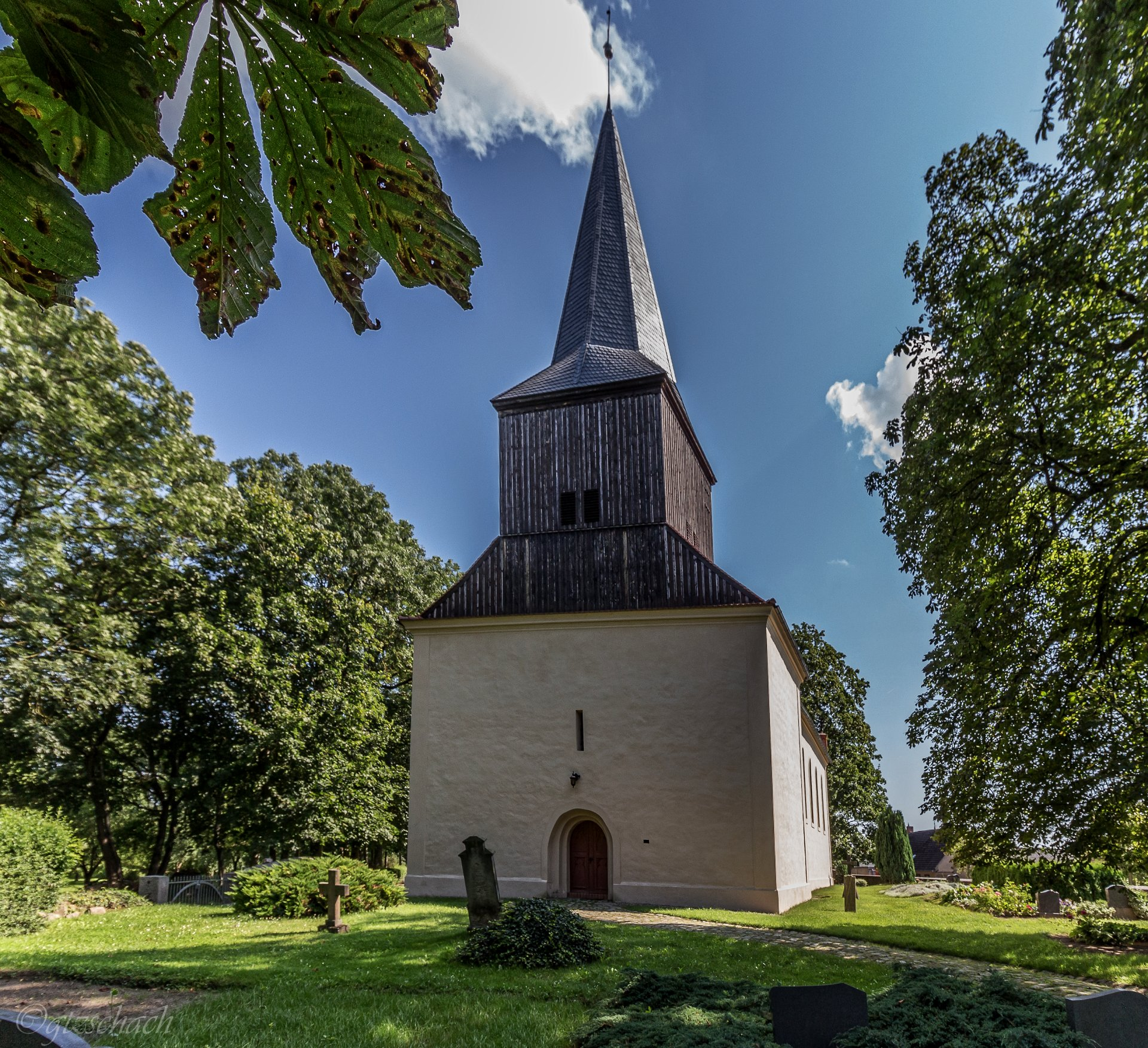
Dorfkirche Carmzow

Die evangelische Dorfkirche Carmzow ist eine Feldsteinkirche in Carmzow, einem Ortsteil der Gemeinde Carmzow-Wallmow im Landkreis Uckermark im Land Brandenburg. Die Kirchengemeinde gehört zum Kirchenkreis Uckermark der Evangelischen Kirche Berlin-Brandenburg-schlesische Oberlausitz.

## Lage
Die Straße Carmzow führt von Südwesten kommend als zentrale Verbindungsstraße in nordöstlicher Richtung durch den Ort. Die Kirche steht im historischen Ortskern des Straßendorfs nördlich dieser Straße auf einem leicht erhöhten Grundstück mit einem Kirchfriedhof, der mit einer Mauer aus unbehauenen und nicht lagig geschichteten Feldsteinen eingefriedet ist.

## Geschichte

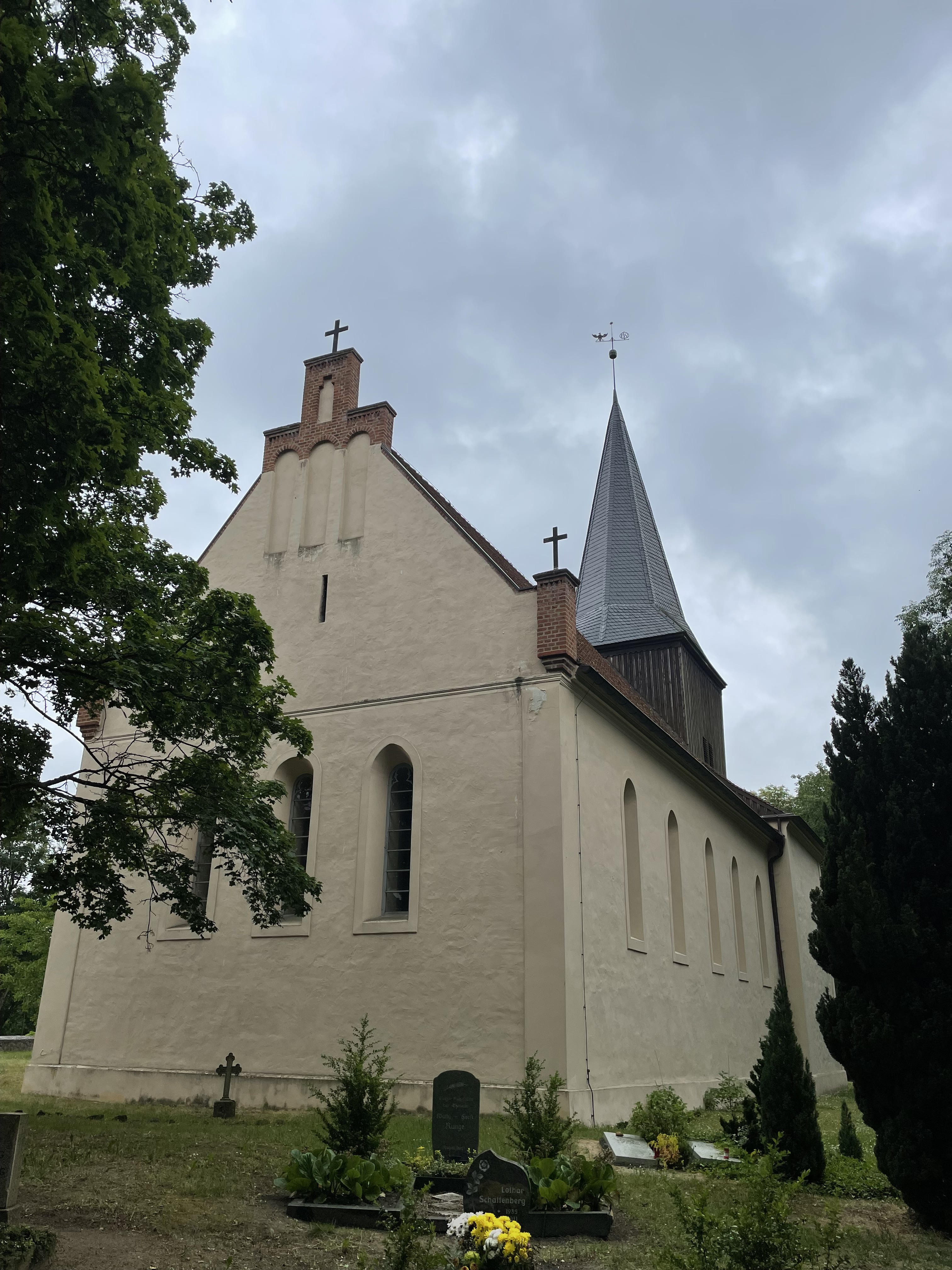
Ansicht von Nordosten

Das Bauwerk entstand in der zweiten Hälfte des 13. Jahrhunderts. Der Ort gehörte zu dieser Zeit vor 1354 der Familie Brand, die ihn im genannten Jahr gemeinsam mit Brüssow und anderen Orten an den Pommernherzog als Erbhuldigung übergaben. Später übernahmen vor 1499 die von von Ramin das Dorf, die damit auch das Kirchenpatronat innehielten (1543). Carmzow war Mutterkirche im Bistum Cammin. In dieser Zeit gab es jedoch noch kein Pfarrhaus; es erschien erst im Jahr 1577 in den Akten. Der Pfarrer besaß zu dieser Zeit zwei Pfarrhufe; der Pfarrhof war im Jahr 1600 ebenfalls mit zwei Hufen sowie nicht näher spezifizierten Gärten und einer Wörde ausgestattet. Ende des 17. Jahrhunderts entstand auf dem Turmunterbau aus Fachwerk der Turmaufsatz mit Turmhelm. Weitere durchgreifende Arbeiten fanden im 18. Jahrhundert statt. Im 19. Jahrhundert erhielt der östliche Giebel einen Abschluss mit einem Blendenaufsatz aus Mauerstein. Im Jahr 2003 begann eine Sanierung, die in fünf Bauabschnitten in den Jahren 2006/2007 mit einer Sanierung des Innenraums abgeschlossen wurde.

## Baubeschreibung
Das Bauwerk entstand im Wesentlichen aus Feldsteinen, die zu einem späteren Zeitpunkt verputzt wurden. Die Ostwand ist gerade und an den Ecken durch Lisenen betont, die im Dach in Fialen übergehen. Die Wand wird durch eine ursprünglich gestaffelte Dreifenstergruppe dominiert; die Öffnungen sind rundbogenförmig und mit einem Putz nochmals betont. Am Übergang zum Giebel ist ein verputzter Fries. Im Giebel befindet sich mittig eine schmale, hochrechteckige Öffnung, darüber ein Blendengiebel aus Mauerstein, der mit einem Kreuz abschließt.
Das Kirchenschiff hat einen rechteckigen Grundriss. An der Nord- und Südseite sind je fünf rundbogenförmige Fenster, deren Form ebenfalls durch einen Putz nochmals betont werden. Zu einem früheren Zeitpunkt gab es vermutlich zwei Südportale, die der Tauf- und Traugemeinde vorbehalten waren. Das Schiff trägt ein schlichtes Satteldach.
Der Westturm hat einen querrechteckigen Grundriss, der leicht über das Schiff hinausragt. Der Zugang erfolgt durch ein dreifach getrrepptes und rundbogenförmiges Portal von der Westseite. Darüber ist eine schlitzförmige Öffnung; der übrige Baukörper ist fensterlos. Oberhalb sitzt ein verbretterter Aufsatz, der in einen rechteckigen Turmhelm übergeht. An der Nord-, West- und Südseite des Turms sind je zwei kleine und hochrechteckige Klangarkaden. Oberhalb ist ein achtfach geknickter Turmhelm, der mit Turmkugel und Wetterfahne abschließt.

## Ausstattung

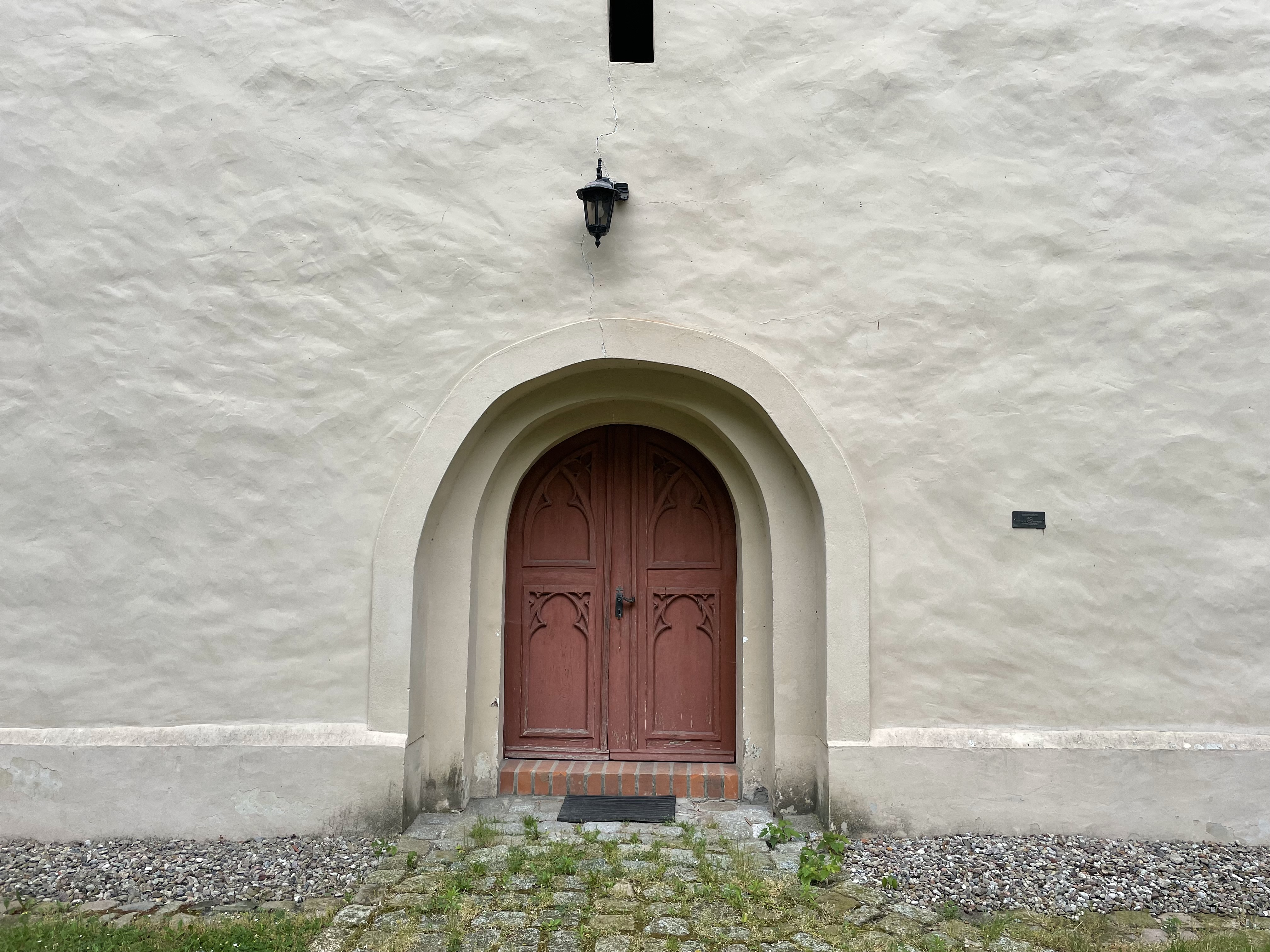
Westportal

Der barocke Kanzelaltar stammt ausweislich einer Inschrift aus dem Jahr 1726. Er besteht aus vier korinthischen Säulen, die einen Schalldeckel mit einer Bekrönung tragen. Links und rechts neben den Säulen stehen zwei allegorische Frauenfiguren, die den Glauben und die Liebe symbolisieren sollen. Die Figur des Glaubens hält in einer Hand einen Kelch und in der anderen ein Kreuz. Die Figur der Liebe hält ein flammendes Herz in einer Hand sowie ein Kind auf dem Arm. Oberhalb des glockenförmigen Schalldeckels sind acht weitere Putten, die von Wolkenbändern umgeben sind. Darüber sind zwei Engel, die sich links und rechts um eine Strahlensonne platzieren. Der Kanzelkorb ist an den Ecken mit Darstellungen der Evangelisten verziert. Auf der linken Seite sind Matthäus und Markus, auf der rechten Seite Lukas und Johannes zu sehen – zu erkennen jeweils an ihren ikonografischen Heiligenattributen. Mittig befindet sich unterhalb einer Pultablage ein Engelskorb mit dem Christusmonogramm.
Neben dem Altar erinnert eine Wappengalerie an ehemalige Besitzer des Rittergutes: Victor von Bröcker & Maria Catharina von Arenstorff, Julius Gustav von Bröcker & Sabina Hedwig von Arnim, Gustav Friedrich von Bröcker & Christophora Hedwig von Holtzendorff, Helmuth Georg Heinrich von Krause & Hermine Sophie Auguste Feodora von Stülpnagel sowie Alexander von Buch 1874.
Zwei Epitaphe erinnern an den 1608 verstorbenen Busso von Ramin. Er wird als vollplastisches Relief in Ritterrüstung abgebildet; an den oberen Ecken sind die Wappen derer von Ramin von derer von Eickstedt angebracht, die vor 1400 das Dorf besaßen. Ein zweites Epitaph erinnert an den Kammerherren von Brockhausen, der 1803 starb sowie an Beata Sophia Luisa Wilhelmina von der Osten, die ebenfalls 1803 starb.
Auf der Empore steht das Prospekt einer Orgel, die von der Familie Grüneberg im Jahr 1873 errichtet worden war. Einige Orgelpfeifen sind ausgelagert, andere gingen zum Ende des Zweiten Weltkrieges verloren.
Im Turm hängen zwei Bronzeglocken. Die größere mit einem Umfang von 1,02 m stammt aus dem Jahr 1546 und wurde von Marton Schröder und Thomas Brüggemann gegossen. Die kleinere Glocke entstand 1923 aus einer beschädigten Glocke von 1591. Eine dritte Glocke mit einem Durchmesser von 46 m wurde im Zuge einer Metallspende des deutschen Volkes wohl im Zweiten Weltkrieg abgegeben und ging verloren.